# スタニシャ・マンディッチ
スタニシャ・マンディッチ（セルビア語: Станиша Мандић, Staniša Mandić、1995年1月27日 - ）は、モンテネグロとセルビアのサッカー選手。元モンテネグロ代表。ポジションはFW。

## クラブ歴
FKチュカリチュキで2014年4月6日に選手デビュー。12日に初得点。14-15シーズンにカップ戦で得点を決めて以降382日ゴールが無かったが、2016年7月7日に行われたUEFA・FCオルダバス戦で2ゴール1アシストを決めた。2017年夏に1年の期限付き移籍でソグナル・フトボールに加入。2018年6月にソグナルに完全移籍。2018年夏に3年契約で完全移籍となった。2019年2月20日、1年の期限付き移籍でHŠKズリニスキ・モスタルに加入。2020年1月、NSムラに移籍した。

## 代表歴
U-19代表としてUEFA U-19欧州選手権2014に出場、ブルガリアU-19代表戦で90分に決勝点を決めて準決勝進出及び2015 FIFA U-20ワールドカップ出場権を獲得した。2015 FIFA U-20ワールドカップから帰還後、U-21代表監督のトミスラヴ・シヴィッチはUEFA U-21欧州選手権2017予選のメンバーに彼を含めなかった。チュカリチュキのスポーツディレクターであるヴラディミル・マティヤシェヴィッチは、シヴィッチのメンバー選考は実力でなく代理人で選んでいるとシヴィッチ本人に手紙を出し、国中の注目を集めた。この最中の8月31日に彼はモンテネグロA代表からの招集を受けた。9月8日にUEFA EURO 2016予選・モルドバ代表戦で代表初出場。